# Dream SMP
Dream SMP (dříve Dream Team SMP, zkráceně někdy DSMP) byl v letech 2020 až 2023 Minecraft server provozovaný youtubery Dreamem a GeorgeNotFound. Ústřední podstatou serveru byl tzv. role-play, který tvůrci, již na serveru působili, aktivně natáčeli na své sociální sítě, zejména YouTube a Twitch. Dění na serveru se stalo populárním webovým seriálem založeným čistě na hraní videohry.

## Historie
Sever Dream SMP vznikl na konci dubna 2020 jako server původně určený pro několika málo kamarádů. Vzhledem k pandemii covidu-19 a k spolupráci několika streamerů skrz různé platformy server velmi rychle nabyl na popularitě. V průběhu následujících let se stal internetovým kulturním fenoménem; vyvinul se kolem něco rozsáhlý Fandom. Časopis The Verge server označil jako celosvětový fenomén. V roce 2021 byla hudba vytvořená na základě dění na serveru Dream SMP zařazena do kampaně společnosti Spotify zvané Spotify Wrapped.
V průběhu let navštívila server celá řada různých celebrit, jmenovitě například youtubeři MrBeast, KSI, Pokimane a Ninja, rapper Lil Nas X, hudebníci Corpse Husband a Michael Clifford nebo šachistka Andrea Botez.
Server byl oficiálně ukončen dne 10. dubna 2023 po slavnostním souboji s tzv. Enderdrakem (bossem ve videohře).

## Hráči
Zakladateli serveru se stali youtubeři Dream a GeorgeNotFound, načež se k nim brzy připojil také youtuber a streamer Sapnap. Během roku 2020 se na server postupně připojily desítky známých youtuberů, z nichž mezi nejvýznamnější patřili:
- Technoblade († 2022)
- TommyInnit
- Karl Jacobs
- Wilbur Soot
- jschlatt
- LazarBeam
- BadBoyHalo
- Skeppy
- Vikkstar123
- Quackity
- Ph1LzA
- Tubbo
- Ranboo
- Nihachu

Postupně se na server v letech 2021 a 2022 připojilo několik dalších, zpravidla však již méně známých youtuberů. V červnu 2022 zemřel jeden z nejvýznamnějších hráčů na serveru a jeden z předních Minecraft youtuberů Technoblade v důsledku rakoviny.

## Inspirace
V Česku založil v roce 2020 youtuber GEJMR server zvaný Majnr, který byl obdobou Dream SMP, ačkoliv se méně zaměřoval na roleplay a více na gameplay. Během let 2020 až 2025 existovalo několik verzí tohoto serveru, přičemž na něm hráli přední tvůrci československé YouTube scény jako Moon, MenT, Pedro nebo později také SirYakari.